# Governatore provinciale romano
I governatori provinciali romani erano ufficiali (magistrati o promagistrati) eletti o insediati a capo dell'amministrazione di una provincia romana, durante il periodo repubblicano o imperiale. Tipici esempi di governatori erano i proconsoli ed i propretori in epoca repubblicana.
Il termine governatore indicava in termini giuridici che si trattava di un Rector provinciae, indipendentemente dal titolo specifico che rifletteva lo status intrinseco e strategico della provincia, e le differenze tra i diversi gradi di autorità. Con l'inizio del principato, troviamo due tipologie di governatori provinciali: quelli che amministravano province senatorie e quelli che amministravano province imperiali. Solo i proconsoli e i propretori erano, infine, classificabili come promagistrati.

## Funzioni e doveri
Il governatore, oltre ad avere compiti finanziari, era giudice supremo della provincia, avendo anche il diritto esclusivo di condannare a morte, tanto che questo genere di casi normalmente venivano portati al suo cospetto. Per appellarsi contro la decisione di un governatore era necessario recarsi a Roma per presentare il proprio caso davanti al praetor urbanus, o anche dinnanzi allo stesso imperatore, ed affrontare un costoso, ma anche raro, processo. L'appello normalmente aveva scarse possibilità di successo. Il governatore poteva, inoltre, viaggiare in tutta la sua provincia ed amministrare la giustizia nelle città principali dove era richiesto il suo intervento.
Egli poteva, inoltre, comandare una forza militare. Nelle più importanti province questo poteva consistere nel comando di una o più legioni, o anche solo di alcune unità di auxilia. Come parte delle sue facoltà, il governatore aveva l'autorità per utilizzare le sue legioni contro eventuali organizzazioni criminali o ribelli nei territori provinciali, senza chiedere un preventivo assenso da parte dell'imperatore o del Senato.
Ogni governatore aveva a disposizione una serie di consulenti e di personale, conosciuti con il nome di generico di comites (tradotto dal latino in "compagni"), il cui numero dipendeva dalla posizione sociale del governatore e dal suo grado. Questi comites venivano utilizzati per aiutare il governatore nel prendere importanti decisioni in ogni aspetto dell'amministrazione provinciale (da civile, a giudiziaria, finanziaria, militare, ecc.). Nelle province militari, dove alta era la presenza di legionari, il vice-governatore di solito era un questore, eletto in precedenza a Roma ed inviato nella provincia per servire soprattutto nel ruolo di collaboratore degli aspetti finanziari, ma che poteva anche comandare le armate provinciali con il consenso del governatore. In altre province, i governatori stessi nominavano un non-magistrato, con il grado di prefetto o di procuratore per governare una parte della provincia stessa, agendo come vice-governatore. Un tipico esempio fu il procurator della Giudea, il quale, per un certo periodo, sottostette al governatore di Siria.

## Analisi per periodo storico

### Governatori di epoca repubblicana (237-31 a.C.)

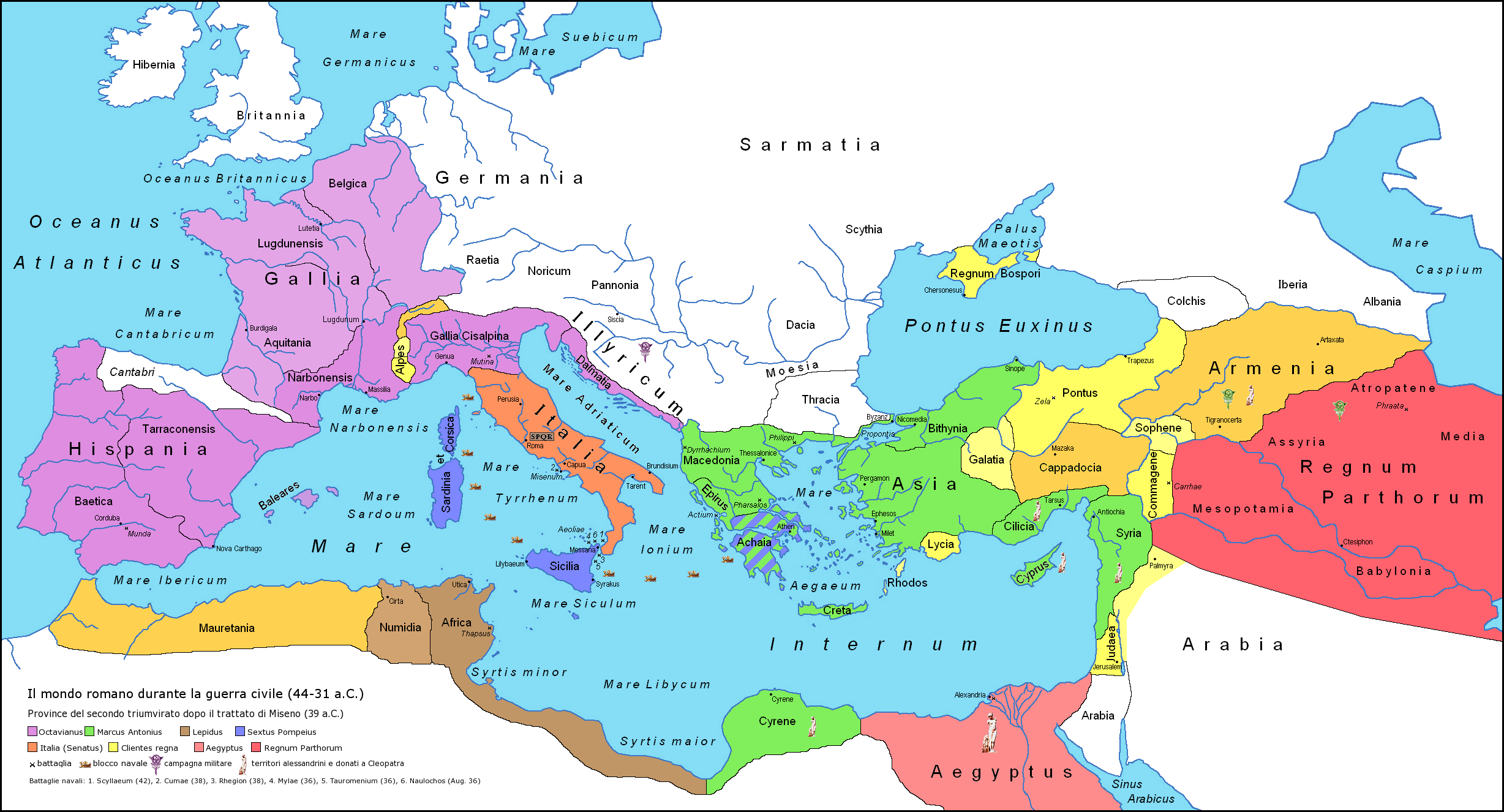
La Repubblica romana durante gli ultimi anni, nel periodo della guerra civile.

A partire dal periodo repubblicano, i Comitia centuriata avevano il compito di nominare i pretori (il primo, chiamato poi anche urbanus o della città di Roma; il secondo, chiamato peregrinus, con giurisdizione sulle controversie tra cives e peregrini e tra peregrini). Quando i territori dello Stato si estesero oltre i confini dell'Italia, vennero creati nuovi pretori. I primi due pretori (oltre a quelli urbani della città di Roma) vennero creati nel 237 a.C., ed utilizzati per l'amministrazione di Sicilia e Sardegna; più tardi ne vennero creati altri due, in seguito alla formazione delle due province spagnole (nel 197 a.C.). E così, in questo periodo, ogni anno erano eletti sei pretori, due dei quali restavano in città, mentre gli altri quattro erano inviati ad amministrare le province. Il Senato stabiliva quali fossero le province a loro spettanti, distribuite per sorteggio. Dopo la perdita delle funzioni giudiziarie a Roma, spesso un pretore otteneva l'amministrazione di una provincia con il titolo di propretore e, talvolta, anche di proconsole. Silla portò il numero dei pretori a otto; Giulio Cesare lo elevò successivamente a dieci, poi dodici, quattordici, fino a sedici.
Il livello di autorità del governatore veniva determinato dal suo grado di imperium. La maggior parte delle province era governata da un promagistrato (il propretore), che l'anno precedente aveva servito come praetor. Le province sottoposte al governo di un propraetor erano di solito le più tranquille, dove scarse risultavano le possibilità di rivolta o di invasione, anche se in alcuni casi ai propraetores era affidato il comando di province "sotto attacco".
Le province che si trovavano lungi i confini dell'impero (limes), spesso necessitavano di un presidio militare permanente. Qui il governatore era spesso un proconsole, il quale aveva servito in precedenza (normalmente l'anno prima) come console (il più alto grado della magistratura romana). In questo caso, il promagistrato otteneva il comando di una provincia "militare" (non pacata), fornita di una o più legioni. Questi promagistrati avevano lo stesso livello di potere (imperium) degli altri magistrati, tanto che erano accompagnati dallo stesso numero di littori. In generale, essi disponevano di un potere autocratico all'interno della loro provincia quasi illimitato, che in alcuni casi permetteva loro di arricchirsi a scapito della popolazione provinciale dagli stessi amministrata. Disponendo dell'immunità da procedimenti giudiziari durante il loro mandato, una volta lasciato l'ufficio tornavano normali cittadini, e potevano essere esposti a procedimenti giudiziari a causa del loro mal governo.
Una Lex Iulia del tempo di Gaio Giulio Cesare limitò la durata del mandato in una provincia praetoria ad un solo anno, mentre riguardo ad una consularis a due anni. I governatori provinciali non avevano una paga, anche se certe spese erano coperte dall'Aerarium. Fu Augusto ad attribuire, per primo, una paga alla carica di governatore provinciale.

### Governatori di epoca alto-imperiale (31 a.C.-284 d.C.)

#### Province imperiali

Le province romane al tempo di Traiano

Con la nascita del principato da parte di Augusto, lo stesso imperatore romano risultava essere il governatore della più importanti province (denominate perciò, province imperiali). Anche se non le governava direttamente, era superiore in grado a tutti gli altri governatori provinciali, in forza dell'imperium proconsulare maius che gli era stato attribuito a vita. Una provincia imperiale era una provincia romana il cui governatore veniva nominato direttamente ed unicamente dall'imperatore (e rimanendo in carica normalmente, da 1 a 5 anni). Queste province erano spesso province di confine, strategicamente e militarmente importanti per la sicurezza dell'Impero o comunque quelle non del tutto pacificate (non pacatae) o nelle quali erano da poco scoppiate guerre o rivolte. Si trattava di tutte le province militari, esclusa l'Africa proconsolare dove era presente una legione, lungo l'intero limes romano, soprattutto nei suoi tratti renano-danubiano-orientale.
Nelle province l'imperatore inviava un proprio rappresentante, il legatus Augusti pro praetore (di rango senatorio), che poteva essere un ex-pretore o un ex-console, nominato al di fuori del cursus honorum e per un periodo di tempo variabile, secondo la volontà dell'imperatore; al legato era affiancato un procurator Augusti (di rango equestre) preposto alla riscossione tributaria e al pagamento del soldo all'esercito, nonché un legatus legionis per ogni legione presente sul territorio (solo nel caso ve ne fosse più d'una).
A partire da Claudio, fu creata una nuova categoria di province, cosiddette procuratorie, nelle quali il principe inviava un procurator Augusti di rango equestre, il quale aveva piena giurisdizione in campo militare, giudiziario e finanziario. È importante notare che i procuratori non erano dei magistrati e, quindi, non possedevano un vero e proprio imperium, esercitando solo il governo per approvazione dell'imperatore. In queste province erano stanziate solamente truppe ausiliarie. Così, una provincia sotto conquista diventava provincia procuratoria, almeno fino a quando non veniva deciso che doveva essere trasformata in provincia imperiale o senatoria, governata quindi da un proconsole o da un propretore. Come le altre province imperiali, i governatori equestri potevano rimanere in carica fino a 5 anni o anche più.
A questo sistema, faceva eccezione, già dal tempo di Augusto, la prima provincia imperiale per costituzione, ovvero l'Egitto, la quale non era considerata una provincia normale come le altre, al contrario era un possedimento personale dello Stato (imperatore romano). Venne assegnata ad un praefectus Alexandreae et Aegypti di rango equestre e di nomina imperiale che, unico fra i governatori equestri, aveva al proprio comando una o più legioni. Agli inizi del principato rappresentò la più alta carica equestre, in seguito divenne la seconda per importanza, dopo quella del prefetto del pretorio di Roma. Con Settimio Severo i prefetti posti a capo di province imperiali con legioni furono due: l'Egitto e la Mesopothamia (praefectus Mesopotamiae).
Da questo momento in poi gli imperatori favorirono la nomina di comandanti dell'ordine equestre a partire dalle stesse legioni (come ad esempio la I, II e III Parthica), ponendo a capo delle stesse non più un legatus legionis (dell'ordine senatorio), bensì un praefectus legionis, cominciando quel lento processo che culminerà con Gallieno nell'abolizione delle cariche senatoria nell'esercito romano (a questo aspetto va aggiunta la naturale ostilità di Severo verso il senato). Non a caso troviamo un altro praefectus legionis in Britannia al tempo delle campagne dello stesso Severo.

#### Province senatoriali
Una provincia senatoria era una provincia romana il cui governatore veniva nominato esclusivamente dal senato. Si trattava generalmente di province lontane dai confini dell'impero e generalmente pacificate (pacatae): sul loro territorio non era di stanza, infatti, alcuna legione, in modo tale che si riducesse così il rischio che il senato potesse servirsene per sottrarre il potere all'imperatore. Sebbene il titolo portato da tutti i governatori di questa tipologia di province rimanesse sempre e comunque quello di proconsul, esse erano in realtà governate da un proconsole (ex-console) solo nel caso delle province di Asia e Africa, mentre le rimanenti province erano affidate ad un propretore (ex-pretore).

#### Cursusdei governatori di rango senatorio
Qui di seguito il cursus honorum dei governatori di rango senatorio, da Augusto a Settimio Severo:
| Cursus dei governatori di rango senatorio             | Cursus dei governatori di rango senatorio                                                       | Cursus dei governatori di rango senatorio | Cursus dei governatori di rango senatorio                                                       | Cursus dei governatori di rango senatorio | Cursus dei governatori di rango senatorio                                                                        | Cursus dei governatori di rango senatorio | Cursus dei governatori di rango senatorio                                                                                                   | Cursus dei governatori di rango senatorio |
| ----------------------------------------------------- | ----------------------------------------------------------------------------------------------- | ----------------------------------------- | ----------------------------------------------------------------------------------------------- | ----------------------------------------- | --- | ----------------------------------------- | --- | ----------------------------------------- |
| Periodo                                               | Augusto (14 d.C.)                                                                               | Augusto (14 d.C.)                         | Adriano (120 d.C.)                                                                              | Adriano (120 d.C.)                        | Marco Aurelio (170 d.C.)                                                                                         | Marco Aurelio (170 d.C.)                  | Settimio Severo (210 d.C.) | Settimio Severo (210 d.C.)                |
| Grado del Governatore                                 | Province                                                                                        | N. posti                                  | Province                                                                                        | N. posti                                  | Province | N. posti                                  | Province | N. posti                                  |
| Più elevato Proconsul provinciae                      | Africa proconsularis Asia                                                                       | 2                                         | Africa proconsularis Asia                                                                       | 2                                         | Africa proconsularis Asia                                                                                        | 2                                         | Africa proconsularis Asia | 2                                         |
| Leg.Aug.pro praet. (con almeno 3 legioni)             | Germania inferiore Germania superiore Hispania Citerior Mesia (?) Pannonia Siria                | 6                                         | Britannia Germania inferiore Pannonia superiore Siria                                           | 4                                         | Britannia Pannonia superiore Siria                                                                               | 3                                         | Pannonia superiore | 1                                         |
| Leg.Aug.pro praet. (con 2 legioni)                    | Dalmazia                                                                                        | 1                                         | Cappadocia Germania superiore Mesia inferiore Mesia superiore Dacia                             | 6                                         | Cappadocia Germania inferiore Germania superiore Giudea e Palestina Mesia inferiore Mesia superiore Tre Dacie    | 7                                         | Britannia superiore Cappadocia Germania inferiore Germania superiore Mesia inferiore Mesia superiore Syria Coele Syria Palaestina Tre Dacie | 9                                         |
| Consolato                                             |                                                                                                 |                                           |                                                                                                 |                                           | |                                           | |                                           |
| Leg.Aug.pro praet. = legatus legionis (con 1 legione) | Galatia (?)                                                                                     | 1                                         | Arabia Petraea Giudea Hispania Citerior Pannonia inferiore                                      | 4                                         | Arabia Petraea Hispania Citerior Norico Pannonia inferiore Rezia                                                 | 5                                         | Arabia Petraea Britannia inferiore Hispania Citerior Norico Pannonia inferiore Rezia Syria Phoenice                                         | 7                                         |
| Leg.Aug.pro praet. (con truppe ausiliarie)            |                                                                                                 |                                           | Licia e Panfilia                                                                                | 1                                         | |                                           | |                                           |
| più basso Propraetor (o Proconsul)                    | Acaia Bitinia e Ponto Cipro Creta e Cirene Gallia Narbonense Hispania Baetica Macedonia Sicilia | 8                                         | Acaia Bitinia e Ponto Cipro Creta e Cirene Gallia Narbonense Hispania Baetica Macedonia Sicilia | 8                                         | Acaia Bitinia e Ponto Cipro Creta e Cirene Gallia Narbonense Hispania Baetica Licia e Panfilia Macedonia Sicilia | 9                                         | Acaia Bitinia e Ponto Cipro Creta e Cirene Gallia Narbonense Hispania Baetica Licia e Panfilia Macedonia Sicilia                            | 9                                         |

#### Cursusdei governatori di rango equestre
Qui di seguito il cursus honorum dei governatori di rango equestre, da Augusto a Settimio Severo:
| Cursus dei governatori di rango equestre     | Cursus dei governatori di rango equestre     | Cursus dei governatori di rango equestre | Cursus dei governatori di rango equestre                                                                             | Cursus dei governatori di rango equestre | Cursus dei governatori di rango equestre                                                                 | Cursus dei governatori di rango equestre | Cursus dei governatori di rango equestre                                                                 | Cursus dei governatori di rango equestre |
| -------------------------------------------- | -------------------------------------------- | ---------------------------------------- | --- | ---------------------------------------- | --- | ---------------------------------------- | --- | ---------------------------------------- |
| Periodo                                      | Augusto (14 d.C.)                            | Augusto (14 d.C.)                        | Adriano (120 d.C.)                                                                                                   | Adriano (120 d.C.)                       | Marco Aurelio (170 d.C.)                                                                                 | Marco Aurelio (170 d.C.)                 | Settimio Severo (210 d.C.)                                                                               | Settimio Severo (210 d.C.)               |
| Grado del Governatore                        | Province                                     | N. posti                                 | Province | N. posti                                 | Province                                                                                                 | N. posti                                 | Province                                                                                                 | N. posti                                 |
| Più elevato Praefectus                       | Aegyptus (praefectus Alexandreae et Aegypti) | 1                                        | Aegyptus (praefectus Alexandreae et Aegypti)                                                                         | 1                                        | Aegyptus (praefectus Alexandreae et Aegypti)                                                             | 1                                        | Aegyptus (praefectus Alexandreae et Aegypti) Mesopotamia (praefectus Mesopotamiae)                       | 2                                        |
| Procurator Augusti (con truppe ausiliarie)   | Giudea Rezia Sardegna e Corsica              | 3                                        | Dacia Inferior Dacia Porolissensis Mauretania Cesariense Mauretania Tingitana Norico Rezia Sardegna e Corsica Tracia | 8                                        | Dacia Malvensis Dacia Porolissensis Mauretania Cesariense Mauretania Tingitana Sardegna e Corsica Tracia | 6                                        | Dacia Malvensis Dacia Porolissensis Mauretania Cesariense Mauretania Tingitana Sardegna e Corsica Tracia | 6                                        |
| Procurator Augusti (senza truppe ausiliarie) | Alpi Marittime Epiro                         | 2                                        | Alpi Cozie Alpi Marittime Epiro                                                                                      | 3                                        | Alpi Cozie Alpi Marittime Epiro                                                                          | 3                                        | Alpi Cozie Alpi Marittime Alpi Pennine Epiro                                                             | 4                                        |

### Governatori di epoca tardo-imperiale (284-476 d.C.)

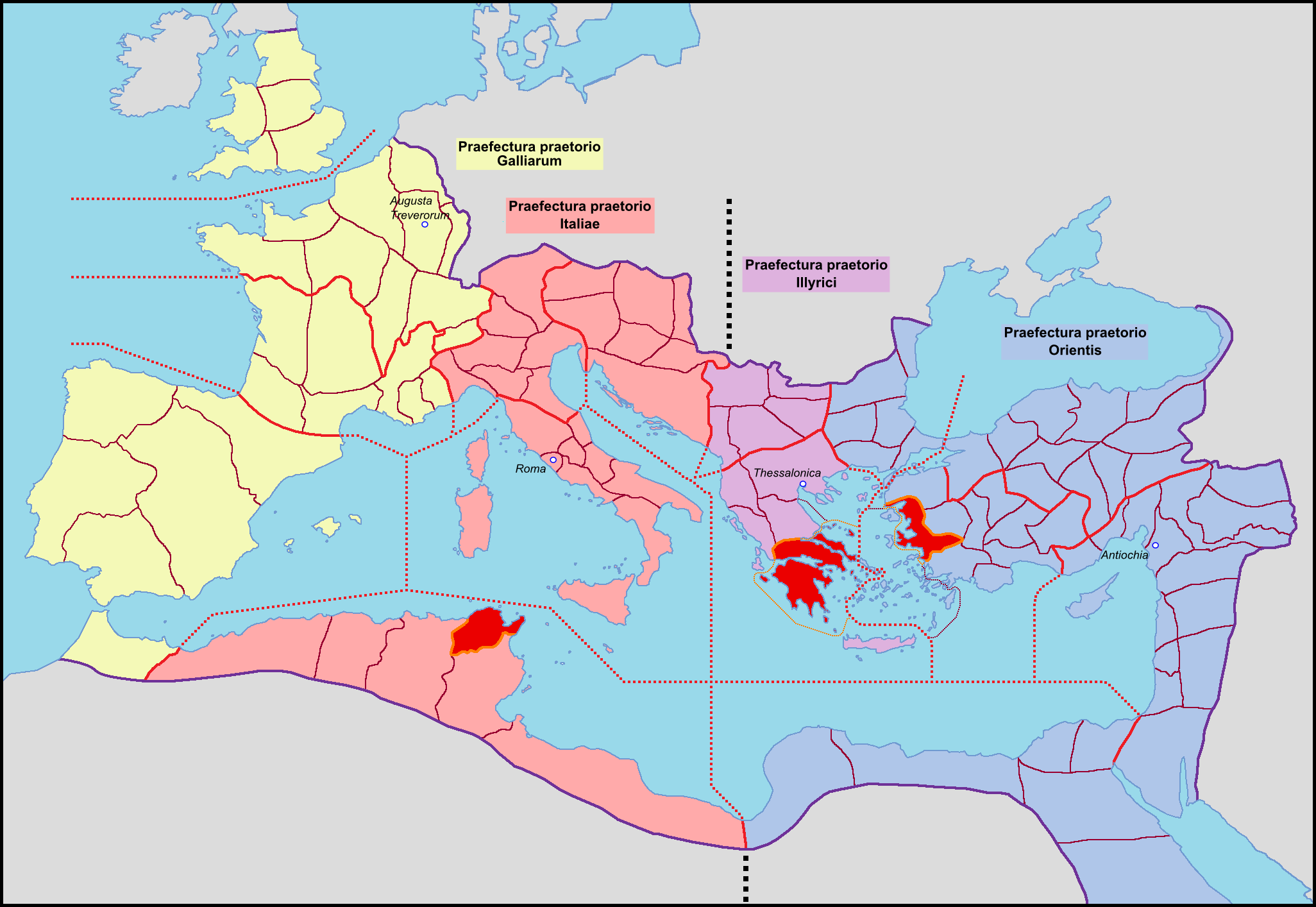
L'impero romano diviso nella quattro grandi prefetture del pretorio, volute da Costantino I (probabilmente dopo il 324).

I governatori provinciali erano i più importanti ufficiali dell'amministrazione romana, poiché erano responsabili sia della raccolta delle tasse, dell'amministrazione della giustizia e dell'ordine pubblico in prima istanza. Ricevevano dalle prefetture, la richiesta di tasse tre volte all'anno, che poi giravano alle varie municipalità.
Sotto il dominato, nel tardo Impero romano, l'imperatore romano Diocleziano iniziò nel 293 una prima riforma dell'amministrazione provinciale, che venne poi completata dall'imperatore Costantino I negli anni 318-325. Diocleziano divise l'Impero romano in dodici diocesi (più tardi ulteriormente suddivise), originariamente da due a quattro per ognuno dei quattro co-imperatori (due Augusti e due Caesares) al tempo del breve periodo della tetrarchia. Ogni diocesi era governata da un vicarius che sostituiva o agiva per conto del prefetto del pretorio. Ogni diocesi comprendeva diverse province, note come eparchia, ciascuna delle quali era posta sotto l'autorità di un governatore provinciale, di vario livello e che portava diversi titoli, tra cui alcuni di stampo repubblicano come proconsole, ma anche novità come corrector provinciae o anche praeses. Anche se l'autorità del vicarius era suprema all'interno della sua diocesi, egli era sotto l'autorità del prefetto del pretorio, e quindi dell'imperatore stesso.
Diocleziano cominciò la riorganizzazione e Costantino la completò, rimuovendo i comandi militari dai poteri dei governatori (ed alcune competenze annesse). In quelle province dove vi era una forza militare stabile, nominò dei duces (dal latino "comandante") che comandassero lungo le frontiere imperiali. Alcuni duces comandavano unità distribuite in più province: essi era posti sotto il controllo del vicarius della diocesi. Unità mobili (come forza strategica centrale) erano invece comandate da un comes (nel significato di "compagno" o "collaboratore", da cui deriverebbe il titolo medievale di conte) e più tardi da comandanti militari superiori, chiamati magistri militum (comandanti dei soldati).
L'imperatore Costantino organizzò l'impero romano in quattro prefetture del pretorio, molto probabilmente dopo il 325 (quando riuscì a riunire tutti i domini romani sotto un unico Augusto). Si trattava in realtà delle quattro circoscrizioni territoriali dei precedenti quattro tetrarchi imperiali, sotto i quali ogni prefetto del pretorio aveva agito come capo di stato maggiore: la prefettura delle Gallie, di Italia e Africa, dell'Illirico e d'Oriente, ciascuna amministrata da un prefetto del pretorio di nomina imperiale. Il prefetto di ciascuna prefettura era l'ufficiale civile più alto in carica, essendo subordinato solo all'imperatore, e superiore sia ai vicarii sia ai governatori provinciali. Egli era a capo dell’apparato giudiziario, amministrativo, finanziario e di raccolta delle tasse (la raccolta avveniva a livello di singolo municipio e villaggio).